# 布蘭克宮

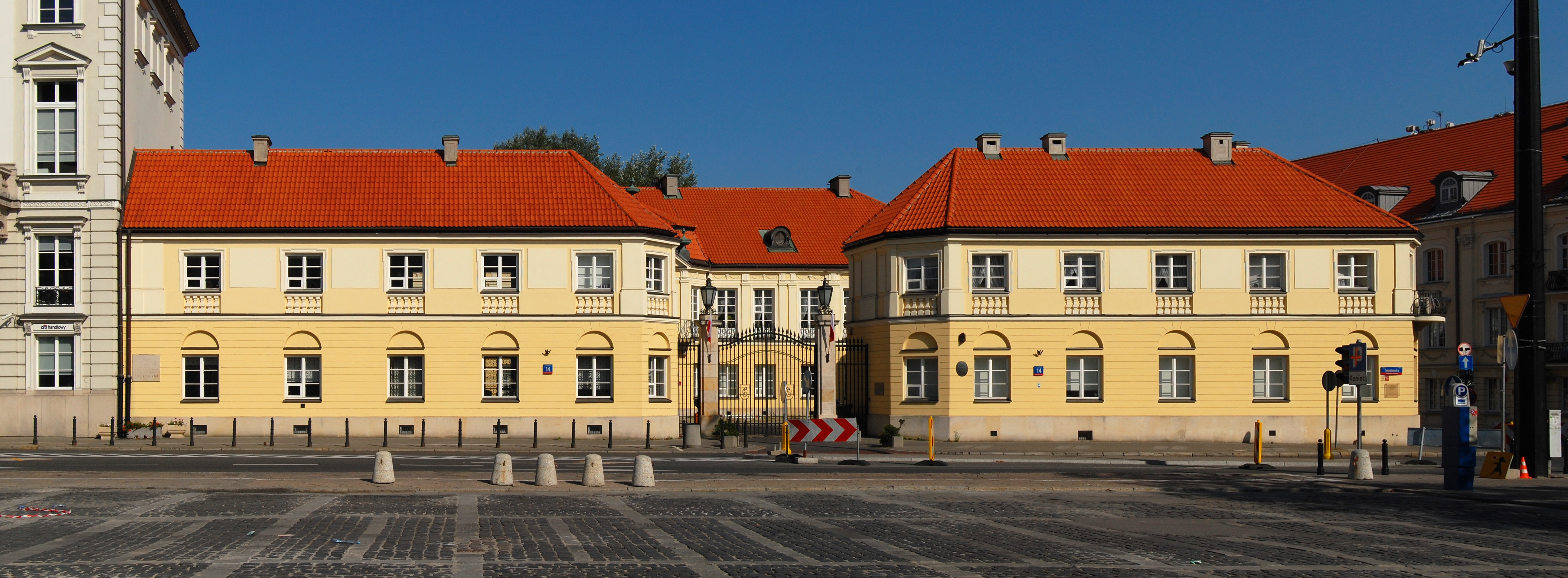
布蘭克宮

布蘭克宮（Pałac Blanka）是位於波蘭首都華沙的一座歷史建築。這座建築修建於1762年至1764年，由Szymon Bogumił Zug設計。在戰間期，這裡曾是波蘭市長的官邸。布蘭克宮在二戰期間嚴重受損，現在的建築重建於1947年至1949年。